# كلاوديو فوسكاريني
كلاوديو فوسكاريني (بالإيطالية: Claudio Foscarini)‏ (19 نوفمبر 1958 بتريفيزو في إيطاليا - ) هو مدرب كرة قدم ولاعب كرة قدم إيطالي في مركز الوسط. لعب مع أتالانتا ونادي بياتشينزا ونادي تريفيزو وCentro Giovanile Virescit Boccaleone ‏ وسوسيتا سبورتيفا كامبانيا ‏ وCalcio Montebelluna ‏.

## روابط خارجية
- كلاوديو فوسكاريني على موقع قاعدة بيانات كرة القدم.إي يو (الإنجليزية)